# John E. Petterson
John Efraim Petterson, född 6 oktober 1878 i Stockholm, död 16 juni 1949 i Norrköping, var en svensk väg- och vattenbyggnadsingenjör.
Petterson avlade studentexamen i Stockholm 1899 och utexaminerades från Kungliga Tekniska högskolan 1904. Han var anställd hos statens lantbruksingenjör 1904–1905, vid Statens Järnvägar 1905, vid Stockholms stadsingenjörskontor 1905–1908, hos Stockholms stads triangelmätningsnämnd 1908–1911 och stadsingenjör i Norrköpings stad 1911–1944. I Norrköping var han bland annat ordförande i hälsovårdsnämnden från 1932, i Polytekniska föreningen 1927–1932, ledamot av styrelsen för sparbanken från 1926 och vice ordförande där från 1939. Han var ledamot av styrelsen för Svenska kommunaltekniska föreningen 1933–1944. Pettersson är begravd på Skogskyrkogården i Stockholm.